# Raiffeisen-Volksbank Hermsdorfer Kreuz
Die Raiffeisen-Volksbank Hermsdorfer Kreuz eG ist eine Genossenschaftsbank mit Sitz in der thüringischen Stadt Hermsdorf (Thüringen) im Saale-Holzland-Kreis.

## Geschichte
Die heutige Raiffeisen-Volksbank Hermsdorfer Kreuz eG wurde am 31. August 1990 neugegründet und hat in der Vergangenheit während der deutschen Teilung als damalige Bäuerliche Handelsgenossenschaft Hermsdorf mit mehreren Nachbargenossenschaften fusioniert.

## Rechtsverhältnisse
Die Raiffeisen-Volksbank Hermsdorfer Kreuz eG (lt. GnR „Raiffeisen - Volksbank Hermsdorfer Kreuz eG“) ist im Genossenschaftsregister beim Amtsgericht Jena unter GnR 200015 eingetragen.

## Organisationsstruktur
Rechtsgrundlagen sind das Genossenschaftsgesetz und die durch die Generalversammlung beschlossene Satzung. Organe der Bank sind der Vorstand, der Aufsichtsrat und die Generalversammlung.

## Sicherungseinrichtung
Die Raiffeisen-Volksbank Hermsdorfer Kreuz eG ist der amtlich anerkannten Sicherungseinrichtung des Bundesverbandes der Deutschen Volksbanken und Raiffeisenbanken GmbH und der zusätzlichen freiwilligen Sicherungseinrichtung des Bundesverbandes der Deutschen Volksbanken und Raiffeisenbanken e.V. angeschlossen.

## Geschäftsausrichtung
Die Raiffeisen-Volksbank Hermsdorfer Kreuz eG betreibt das Universalbankgeschäft. Im Verbundgeschäft arbeitet sie mit der DZ Bank, R+V Versicherung, Bausparkasse Schwäbisch Hall, Teambank, VR Leasing,  DZ Hyp und der Union Investment zusammen.

## Geschäftsgebiet
Das Geschäftsgebiet liegt im Osten des Saale-Holzland-Kreises.
An diesen Orten betreibt die Bank personenbesetzte Filialen:
- Hermsdorf (Hauptstelle, jur. Sitz und eine Geschäftsstelle)
- Stadtroda (Geschäftsstelle)